# Lake Butler (Orange County, Florida)
Lake Butler ist  ein census-designated place (CDP) im Orange County im US-Bundesstaat Florida.
Das U.S. Census Bureau hat bei der Volkszählung 2020 eine Einwohnerzahl von 18.851 ermittelt.

## Geographie
Lake Butler umschließt das Stadtgebiet von Windermere vollständig, grenzt im Norden zudem an die Städte Ocoee und Winter Garden und liegt etwa fünf Kilometer westlich von Orlando. Der CDP wird von der Florida State Road 429 (Daniel Webster Western Beltway, mautpflichtig) durchquert.

## Demographische Daten
Laut der Volkszählung 2010 verteilten sich die damaligen 15.400 Einwohner auf 6.063 Haushalte. Die Bevölkerungsdichte lag bei 487,3 Einw./km². 79,9 % der Bevölkerung bezeichneten sich als Weiße, 6,6 % als Afroamerikaner, 0,2 % als Indianer und 9,4 % als Asian Americans. 1,6 % gaben die Angehörigkeit zu einer anderen Ethnie und 2,3 % zu mehreren Ethnien an. 11,2 % der Bevölkerung bestand aus Hispanics oder Latinos.
Im Jahr 2010 lebten in 47,4 % aller Haushalte Kinder unter 18 Jahren sowie 17,1 % aller Haushalte Personen mit mindestens 65 Jahren. 84,3 % der Haushalte waren Familienhaushalte (bestehend aus verheirateten Paaren mit oder ohne Nachkommen bzw. einem Elternteil mit Nachkomme). Die durchschnittliche Größe eines Haushalts lag bei 3,03 Personen und die durchschnittliche Familiengröße bei 3,30 Personen.
32,0 % der Bevölkerung waren jünger als 20 Jahre, 19,1 % waren 20 bis 39 Jahre alt, 35,6 % waren 40 bis 59 Jahre alt und 13,4 % waren mindestens 60 Jahre alt. Das mittlere Alter betrug 40 Jahre. 49,3 % der Bevölkerung waren männlich und 50,7 % weiblich.
Das durchschnittliche Jahreseinkommen lag bei 123.042 $, dabei lebten 2,0 % der Bevölkerung unter der Armutsgrenze.